# The Fire in Your Eyes

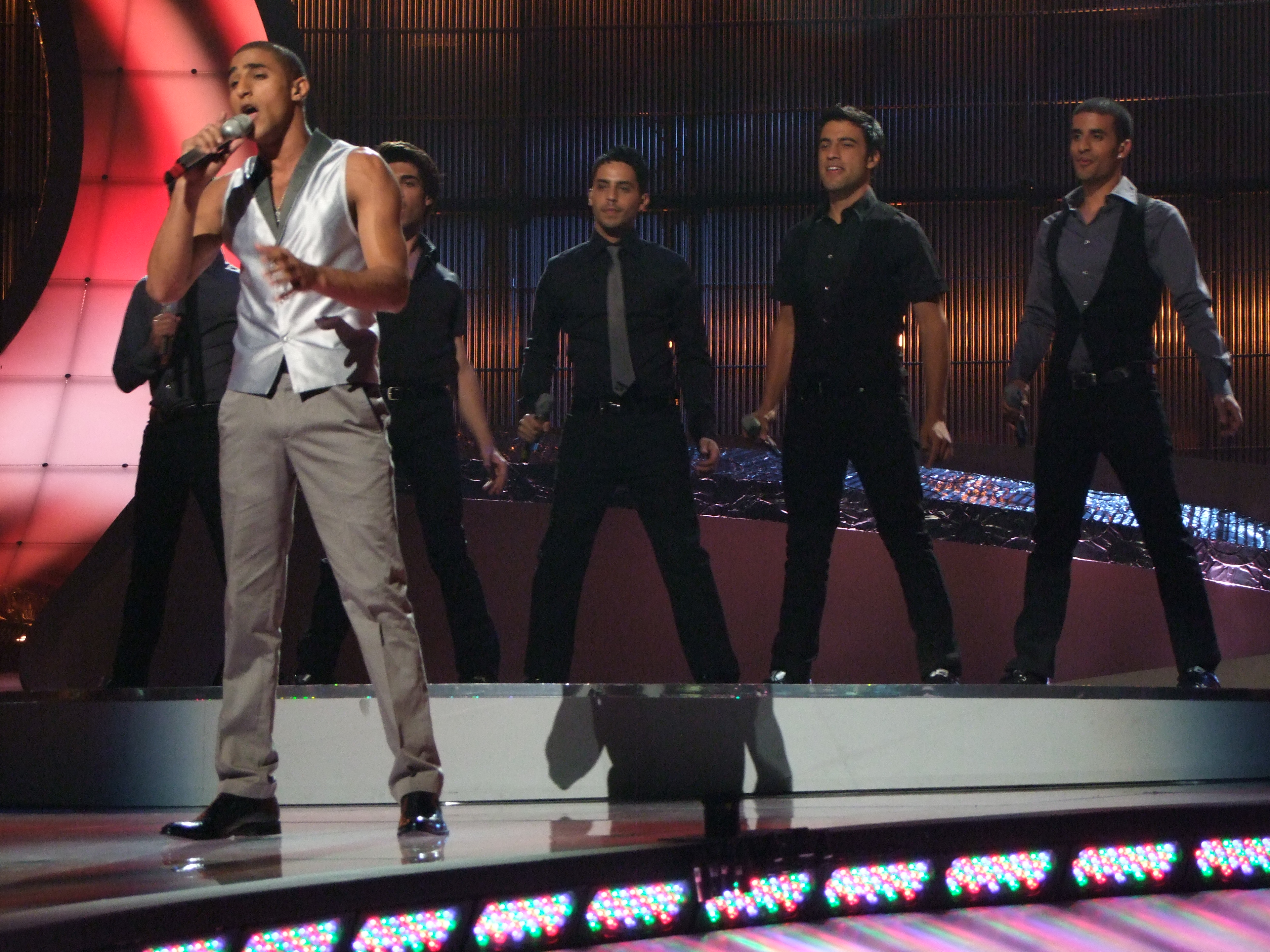
Boaz framför "The Fire in Your Eyes" i semifinalen av Eurovision i Belgrad.

"The Fire in Your Eyes" (hebreiska: האש בעינייך) var Israels bidrag i Eurovision Song Contest 2008 och framfördes av Boaz Mauda. Sången framfördes på hebreiska och engelska. 
"The Fire in Your Eyes" är skriven av den tidigare israeliska eurovisionvinnaren Dana International. Bidraget kom på en femteplats i den första semifinalen och slutade sedan på en niondeplats i finalen, med totalt 124 poäng.